# Kübey
 (mai 2024).
 (mai 2024).
La mise en forme du texte ne suit pas les recommandations de Wikipédia : il faut le « wikifier ».
Les points d'amélioration suivants sont les cas les plus fréquents. Le détail des points à revoir est peut-être précisé sur la page de discussion.
- Les titres sont pré-formatés par le logiciel. Ils ne sont ni en capitales, ni en gras.
- Le texte ne doit pas être écrit en capitales (les noms de famille non plus), ni en gras, ni en italique, ni en « petit »…
- Le gras n'est utilisé que pour surligner le titre de l'article dans l'introduction, une seule fois.
- L'italique est rarement utilisé : mots en langue étrangère, titres d'œuvres, noms de bateaux, etc.
- Les citations ne sont pas en italique mais en corps de texte normal. Elles sont entourées par des guillemets français : « et ».
- Les listes à puces sont à éviter, des paragraphes rédigés étant largement préférés. Les tableaux sont à réserver à la présentation de données structurées (résultats, etc.).
- Les appels de note de bas de page (petits chiffres en exposant, introduits par l'outil «  Source ») sont à placer entre la fin de phrase et le point final[comme ça].
- Les liens internes (vers d'autres articles de Wikipédia) sont à choisir avec parcimonie. Créez des liens vers des articles approfondissant le sujet. Les termes génériques sans rapport avec le sujet sont à éviter, ainsi que les répétitions de liens vers un même terme.
- Les liens externes sont à placer uniquement dans une section « Liens externes », à la fin de l'article. Ces liens sont à choisir avec parcimonie suivant les règles définies. Si un lien sert de source à l'article, son insertion dans le texte est à faire par les notes de bas de page.
- La présentation des références doit suivre les conventions bibliographiques. Il est recommandé d'utiliser les modèles {{Ouvrage}}, {{Chapitre}}, {{Article}}, {{Lien web}} et/ou {{Bibliographie}}. Le mode d'édition visuel peut mettre en forme automatiquement les références.
- Insérer une infobox (cadre d'informations à droite) n'est pas obligatoire pour parachever la mise en page.

Pour une aide détaillée, merci de consulter Aide:Wikification.
Si vous pensez que ces points ont été résolus, vous pouvez retirer ce bandeau et améliorer la mise en forme d'un autre article.
Kübey Hanım (Iakoute : Күбэй) - Déesse de la naissance dans la Mythologie turque et altaïenne. Également connue sous le nom de Kubay Ana. Elle protège les femmes pendant l'accouchement. Elle est la déesse qui symbolise la féminité. Elle fait couler le lait qu'elle apporte du Süt Gölü (lac de lait) avec le liquide dans la bouche de l'enfant à naître. Ainsi, l'enfant qui veut plus de lait veut sortir. Elle donne alors l'âme à l'enfant. Elle vit à Ulukayın, l'arbre de vie. Le Bengisu (l'eau de vie) coule de la racine de cet arbre. Elle est décrite comme à moitié nue jusqu'à la taille. Ses pieds et ses jambes ressembleraient à des racines d'arbre. Elle donne du lait aux vertus curatives à partir de sa poitrine. On dit qu'elle est d'âge moyen. Elle a un air sérieux et les cheveux longs. Elle est la protectrice des enfants et des femmes. L'arbre de vie et Kübey rayonne de lumière. Lorsqu'une femme enceinte accouche, elle descend du ciel et se tient à côté d'elle. Cependant, elle n'est pas visible par la mère. Elle repart trois jours après la naissance de l'enfant. Elle est également considérée comme la déesse de la propreté.

## Étymologie
Il est dérivé de la racine Küb/Küp (cube). De la même racine, il évoque une boucle d'oreille, et küp (grand pot) signifie gonflement, symbolisant une sorte d'utérus maternel puisqu'il est fait de terre. En turc, en mongol et en toungouse, la racine Küb/Kub/Kub/Kuv/Küv désigne un événement boursouflé, gonflé. Elle contient le sens de la propreté. "Kubashmak" signifie s'entraider. La racine Küb en turc (Küye en tatar) et toungouse signifie frapper, ce qui peut être lié aux coups de pied de l'enfant à naître. Kübü en kirghize et Göbe en turkmène signifient également frapper. Le vieux turc Kuva/Kuba et le mongol Gova/Guva signifient également beauté et lumière. Dans les langues altaïques, mongoles et toungouses, la racine Kü/Küb/Hü/Hüb/Hüv a également des significations telles que sagesse et renommée.

## Source
1. ↑  Modèle:Web kaynağı
2. ↑  Türk Söylence Sözlüğü, Deniz Karakurt, Türkiye, 2011